# Zhouwangmiao (köpinghuvudort i Kina, Zhejiang Sheng, lat 30,46, long 120,50)
Zhouwangmiao är en köpinghuvudort i Kina. Den ligger i provinsen Zhejiang, i den östra delen av landet, omkring 40 kilometer nordost om provinshuvudstaden Hangzhou. Antalet invånare är 49 241. Befolkningen består av 24 644 kvinnor och 24 597 män. Barn under 15 år utgör 11,0 %, vuxna 15-64 år 75 %, och äldre över 65 år 13,0 %.
Runt Zhouwangmiao är det tätbefolkat, med 819 invånare per kvadratkilometer. Närmaste större samhälle är Xucun, 13,7 km väster om Zhouwangmiao. Trakten runt Zhouwangmiao består till största delen av jordbruksmark.
Genomsnittlig årsnederbörd är 1 912 millimeter. Den regnigaste månaden är juni, med i genomsnitt 316 mm nederbörd, och den torraste är november, med 74 mm nederbörd.